# 大橋敦子
大橋 敦子（おおはし あつこ、1924年4月18日 - 2014年2月21日）は、日本の俳人。
俳人大橋櫻坡子の長女として、母の生地福井県敦賀に生まれる。大阪府立清水谷高等女学校（現・大阪府立清水谷高等学校）卒。父に師事し、父没後の1972年、『雨月』の主宰を継承する。1979年句集『勾玉』で現代俳句女流賞受賞。『雨月』名誉主宰。俳人協会名誉会員。
2014年2月21日、心不全のため死去。89歳没。

## 著書
- 『句集　手鞠』雨月発行所 雨月叢書 1975
- 『勾玉』牧羊社 現代俳句女流シリーズ 1979 のち俳句四季文庫
- 『自註現代俳句シリーズ 大橋敦子集』俳人協会 1979
- 『ペンの四季 随筆集』牧羊社 雨月叢書 1982
- 『華甲』牧羊社 現代俳句女流シリーズ 雨月叢書 1984
- 『大橋敦子 花神現代俳句』花神社、1996
- 『葩餅』本阿弥書店 本阿弥女流俳句叢書 雨月叢書 1998
- 『句集 天仰ぐ』角川書店 今日の俳句叢書、1998
- 『俳句をより新しく 俳句上達講座』朝日新聞社 1999
- 『句集 手鞠』ウエップ 2003年
- 『句集 竜の落し子』角川書店 2007年
- 『句集 凛々の生気』雨月叢書 角川平成俳句叢書 角川書店 2011年

## 参考
- 『文藝年鑑』2010年。ISBN 978-4-04-652133-0。